# Robert Fischer (Schriftsteller)

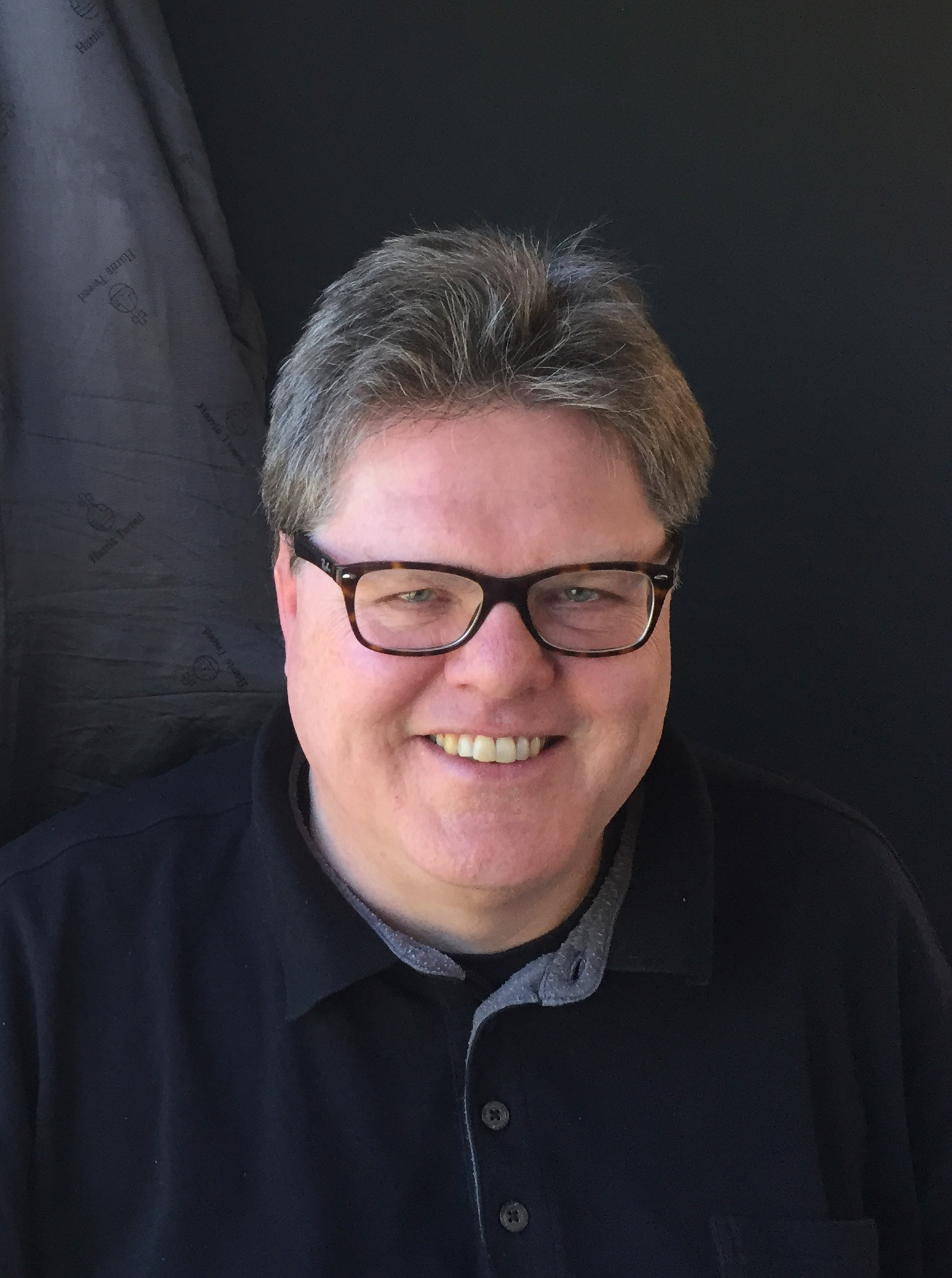
Der Schriftsteller Robert Fischer im April 2017

Robert Fischer (* 1960 in München) ist ein deutscher Schriftsteller, Musikjournalist und Fotograf.

## Leben
Nach einer kaufmännischen Verlagsausbildung arbeitete Robert Fischer während vieler Jahre als Lektor. 1987 erschien sein erstes Kinderbuch, seit 1998 schreibt Fischer auch für Erwachsene. Der jahrelang auch als Bassist in verschiedenen Musikgruppen sowie mit dem Chansonnier Thomas Eichenbrenner tätige Autor hat eine 1982 geborene Tochter und lebt in München.
Fischers Biografie des Schriftstellers, Naturforschers und Weltreisenden Adelbert von Chamisso wurde als Buch des Monats der Deutschen Akademie für Kinder- und Jugendliteratur ausgezeichnet, von Peter Härtling (Die Zeit) und Harald Weinrich (Bayerischer Rundfunk) empfohlen sowie in der FAZ als eine „beispielhafte Biografie“ und als „ein über den eigentlich literaturhistorischen Anlass hinaus wichtiges Buch“ besprochen.
Im Jahr 1992 erhielt Fischer in der Bayerischen Akademie der Schönen Künste einen staatlichen Förderpreis für junge Schriftsteller. In der Laudatio heißt es unter anderem „Robert Fischer wird ausgezeichnet für seine problemorientierten Kinderbücher, in denen er für Kinder verschiedener Altersstufen wichtige Themen sprachlich überzeugend, ansprechend originell und vor allem warmherzig behandelt.“
Im Jahr 2001 nahm Fischer auf Einladung von Elisabeth Bronfen an den Tagen der deutschsprachigen Literatur (Ingeborg-Bachmann-Preis) in Klagenfurt teil. Empfohlen wurde ihm diese Teilnahme von der Literaturkritikerin Silvia Bovenschen, die über seine 1999 bei Suhrkamp erschienene Erzählung Römische Abschweifungen meinte, „Ich hätte nie gedacht, dass es möglich ist, so distanziert zu schreiben und trotzdem nicht kalt.“ Ähnlich urteilte auch Elisabeth Bronfen, die in ihrer Kritik des in Klagenfurt gelesenen Textes Sex kills meinte, sie habe vor allem „die Umsetzung einer philosophischen Sprache, die sich mit der Frage nach Weiblichkeit und der Neudefinition vom Leiblichen auseinandersetzt, in eine Liebesgeschichte“ überzeugt – den „distanzierten Blick“, die „fast klinische Beschreibung und die Art, wie das mit überlagerten Gedankenräumen, mit Mythen, verknüpft wird“, fand sie „extrem bestechend“.
Im Jahr 2003 gründete Fischer das Verlags- und Redaktionsbüro München (vrb-muenchen). In diesem Zusammenhang ist er regelmäßiger Mitautor eines jährlich erscheinenden Kompendiums zum Welterbe der UNESCO sowie Autor, Mitautor und Producer diverser in Verlagen wie Baedeker, DuMont, Kunth, Merian und National Geographic erschienener Länder- und Städteporträts. Seine Werke wurden in mehrere Sprachen übersetzt und mehrfach mit Preisen ausgezeichnet. Zuletzt wurde ihm 2023 auf der Buchmesse in Frankreich für seine Mitarbeit an dem im Kunth Verlag erschienenen Band Unterwegs in Südtirol und den Dolomiten ein Premio ENIT 2023 der Italienischen Zentrale für Tourismus verliehen.
Seit 2024 arbeitet er auch als Musikjournalist u. a. für die Zeitschrift Jazzthetik sowie für die Online-Magazine jazzzeitung.de und jazz-fun.de. Zudem widmet er sich seit mehreren Jahren vermehrt der Fotografie und gewann u. a. 2022 und 2024 je einen Tokyo International Foto Award sowie 2023 und 2025 zwei Honorable Mentions der in Los Angeles und Hong Kong ansässigen International Photography Awards (IPA). und 2005 eine Honorable Mention bei den in London kuratierten Monovisions Awards.

## Auszeichnungen
- 1990 wird Fischers Chamisso-Biografie von der Deutschen Akademie für Kinder- und Jugendliteratur in Volkach als Buch des Monats ausgezeichnet
- 1992: Staatlicher Förderpreis für junge Schriftstellerinnen und Schriftsteller des Freistaats Bayern
- 1992: Autorenstipendium der Stiftung Preußische Seehandlung in Berlin
- 2022: Tokyo International Foto Awards, Tokyo – Bronze für ein Konzertporträt des norwegischen Bassisten Arild Jansen
- 2023: International Photography Awards, Los Angeles/Hong Kong – Honorable Mention für ein Ballettfoto
- 2023: Premio ENIT 2023 – als Mitautor des im Kunth Verlag erschienenen Reisebuches Unterwegs in Südtirol und den Dolomiten
- 2024: Tokyo International Foto Awards, Tokyo – Silber für ein Konzertporträt des deutschen Schlagzeugers Wolfgang Haffner
- 2025: Monovisions Foto Awards, London – Honorable Mention Fine Art für ein Ballettfoto (Motion, Emotion)
- 2025: International Photography Awards, Los Angeles/Hong Kong – zwei Honorable Mentions für Konzertporträts

## Werke (Auswahl)
- Hannah hat die Welt im Kopf. Franz Schneider Verlag, 1987. ISBN 3-505-09536-2.
- Sarahs Reise ins Regenbogenland. Boje Verlag, 1989. ISBN 3-414-83580-0.
- Großvater und die Wunschmaschine. Dachs Verlag, 1990. ISBN 3-900763-59-3.
- Der hat uns gerade noch gefehlt. Rowohlt Verlag, 1990. ISBN 3-499-20529-7.
- Adelbert von Chamisso. Biografie. Mit einem Vorwort von Rafik Schami. Annette Klopp Verlag, 1990. ISBN 3-7817-0575-7.
- Nein, in die Schule geh ich nicht. Annette Betz Verlag, 1991. ISBN 3-219-10485-1.
- Der letzte Auftritt. Rowohlt Verlag, 1991. ISBN 3-499-20602-1.
- Das Engelchen aus dem Klavier. Franz Schneider Verlag, 1994. ISBN 3-505-08075-6.
- Römische Abschweifungen. Suhrkamp Verlag, 1999. ISBN 3-518-39530-0.
- Sex kills. Suhrkamp Verlag, 2001. ISBN 3-518-39768-0.
- Anything goes (in: Michael Jacobs, All that Jazz). Reclam-Verlag, 2007, 2016. ISBN 978-3-15-021684-2.
- Das New York-Buch. Kunth Verlag, 2010, 2018, 2023. ISBN 978-3-89944-603-6.
- Das Istanbul-Buch. Kunth Verlag, 2011. ISBN 978-3-89944-824-5.
- Das Toskana-Buch. Kunth Verlag, 2011. ISBN 978-3-89944-825-2.
- Das Rom-Buch. Kunth Verlag, 2011, 2018. ISBN 978-3-89944-682-1.
- Das Prag-Buch. Kunth Verlag, 2012. ISBN 978-3-89944-851-1.
- Südtirol. DuMont Verlag, 2012. ISBN 978-3-7701-8928-1; Neuauflage in Zusammenarbeit mit GEOSaison 2016.
- Namibia. DuMont Verlag, 2012. ISBN 978-3-7701-8925-0; Neuauflage in Zusammenarbeit mit GEOSaison 2016.
- Kuba: Zwischen Traum und Wirklichkeit. Mit einem Vorwort von Fernando Pérez, National Geographic, 2013, 2015, 2016. ISBN 978-3-86690-366-1.
- Das Australien-Buch. Kunth Verlag, 2014, 2016. ISBN 978-3-89944-920-4.
- Unterwegs in Südtirol. Das große Reisebuch. Kunth Verlag, 2015. ISBN 978-3-95504-138-0.
- Das Paris-Buch. Kunth Verlag, 2016. ISBN 978-3-95504-240-0.
- Unterwegs in der Toskana. Das große Reisebuch. Kunth Verlag, 2016. ISBN 978-3-95504-221-9.
- Die Farben der Erde – Australien & Ozeanien. Kunth Verlag, 2016. ISBN 978-3-95504-395-7.
- Das Erbe der Welt. Kunth Verlag, aktualisierte Ausgabe 2019. ISBN 978-3-95504-893-8.
- Unterwegs in Südtirol und den Dolomiten. Das große Reisebuch. Kunth Verlag, 2023. ISBN 978-3-96965-102-5.